# 카르타

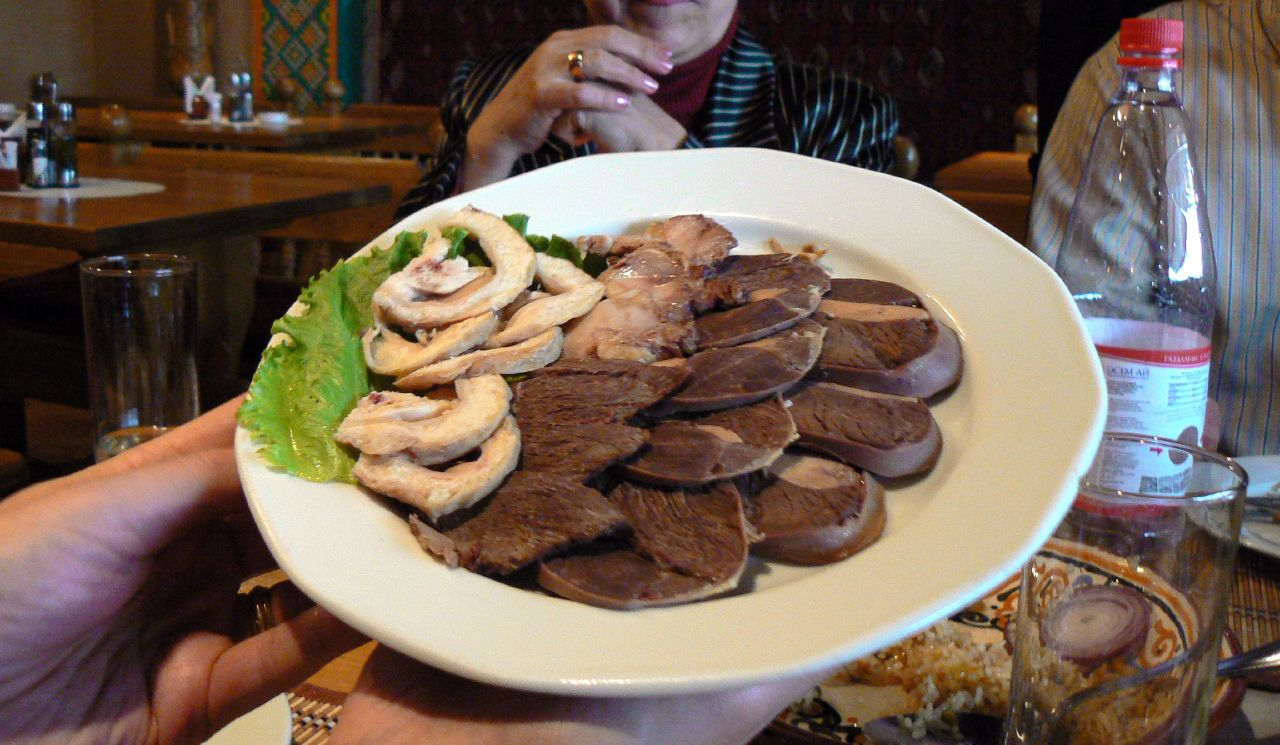

카르타(Qarta)는 카자흐스탄과 키르기스스탄 요리로 삶은 후 팬에 튀긴 말 직장을 항문의 근육질 부분 앞 소화관의 마지막 몇 인치에서 채취한다. 소스나 향신료 없이 제공된다. Vice.com의 리뷰어에 따르면 이 부분에는 "외부의 강한 조직"과 "내부의 부드러운 점막 조직 및 지방 덩어리의 그라데이션"이 포함되어 있으며 밀도가 높고 지방이 다양한 연조직과 경조직의 레이어링이 포함되어 있다. 이 조직으로 인한 불쾌한 맛을 제거하고 깨끗이 세척하기 위해 다양한 방법으로 준비된다. 한 가지 방법은 뒤집어서 철저히 씻는 것이다. 또한 24시간 동안 훈제한 다음 추가로 48시간 동안 건조할 수도 있다. 또는 몇 시간 동안 끓일 수 있다. 그런 다음 둥글게 썰어 "고기 부용"에 끓이고 소금, 피망, 딜로 맛을 낸다. 종종 카즈(qazy)와 함께 제공된다.
너무 익히지 않고 다양한 조직의 질감을 유지하기 위해 적절하게 요리하는 기술이 있다.